# Нова-Белен
Нова-Белен (порт. Nova Belém) — муниципалитет в Бразилии, входит в штат Минас-Жерайс. Составная часть мезорегиона Вали-ду-Риу-Доси. Входит в экономико-статистический микрорегион Мантена. Население составляет 4268 человек на 2006 год. Занимает площадь 148,789 км². Плотность населения — 28,7 чел./км².

## Статистика
- Валовой внутренний продукт на 2003 год составляет 14 514 051,00 реалов (данные: Бразильский институт географии и статистики).
- Валовой внутренний продукт на душу населения на 2003 год составляет 3319,77 реалов (данные: Бразильский институт географии и статистики).
- Индекс развития человеческого потенциала на 2000 год составляет 0,648 (данные: Программа развития ООН).